# دنيس ليند
دنيس ليند (بالإنجليزية: Dennis Linde)‏ هو كاتب أغاني أمريكي، ولد في 18 مارس 1943 في أبيلين في الولايات المتحدة، وتوفي في 22 ديسمبر 2006 في ناشفيل في الولايات المتحدة بسبب تليف رئوي.

## وصلات خارجية
- دنيس ليند على موقع IMDb (الإنجليزية)
- دنيس ليند على موقع ميوزك برينز (الإنجليزية)
- دنيس ليند على موقع قاعدة بيانات برودواي على الإنترنت (الإنجليزية)
- دنيس ليند على موقع ديسكوغز (الإنجليزية)